# Tococa ferruginea
Tococa ferruginea är en tvåhjärtbladig växtart som beskrevs av Nichols.. Tococa ferruginea ingår i släktet Tococa och familjen Melastomataceae. Inga underarter finns listade i Catalogue of Life.